# Vindecarea surdomutului din Decapolis

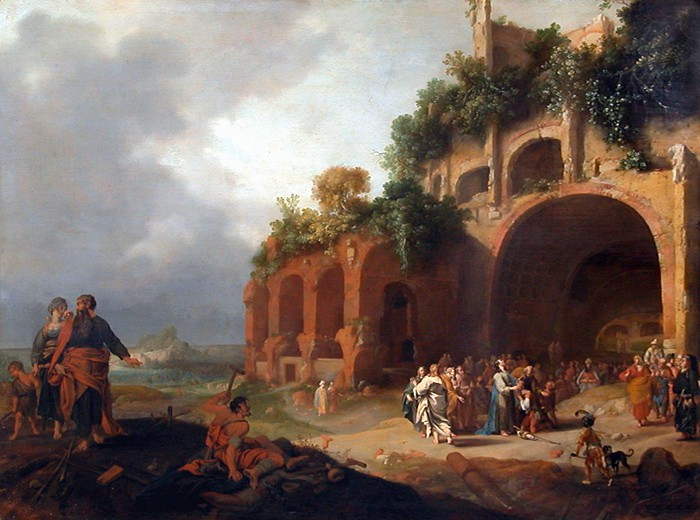
Cristos vindecând surdomutul din Decapolis, de Bartholomeus Breenbergh, 1635

Vindecarea surdomutului din Decapole este una din minunile lui Iisus, consemnată numai în Evanghelia după Marcu (7:31-37). Povestirea ei prezintă multe paralele cu vindecarea orbului din Betsaida din Marcu 8:22-26.
În conformitate cu Evanghelia după Marcu, când Iisus a intrat în provincia Decapolis, după ce a trecut prin Sidon și a mers la Marea Galileei, niște oameni i-au adus un om care era surd și vorbea greu și l-au rugat pe Iisus să-și pună mâna peste el. Evanghelia după Marcu prezintă acest eveniment astfel:
"După ce l-a luat, la o parte, din mulțime, Iisus i-a pus degetele în urechi. Apoi a scuipat și i-a atins limba cu salivă. A privit apoi spre cer, a suspinat și i-a zis: "Effatta!" (ceea ce înseamnă "Deschide-te!"). Îndată i s-au deschis urechile omului, legătura limbii lui s-a dezlegat și el a început să vorbească clar. Iisus le-a poruncit să nu spună nimănui. Dar cu cât le poruncea mai mult, cu atât ei vorbeau mai mult despre el. Oamenii erau uluiți peste măsură și spuneau: "Toate le-a făcut bine, pe surzi îi face să audă și pe muți să vorbească."
Editorul Evangheliei după Marcu, Lamar Williamson a commentat că aceasta este ultima dintr-o serie de minuni care se finalizează cu prezentarea identității lui Iisus, așa cum a fost confirmată de afirmația cristologică a Apostolului Petru din Marcu 8:29 unde Petru exclamă: "Tu ești Mesia".